# Erenler
Erenler ist eine Stadtgemeinde (Belediye) im gleichnamigen Ilçe (Landkreis) der Provinz Sakarya und gleichzeitig ein Stadtbezirk der 2000 geschaffenen Büyüksehir belediyesi Sakarya (Großstadtgemeinde/Metropolprovinz) in der Türkei. Seit der Gebietsreform 2013 ist die Gemeinde flächen- und einwohnermäßig identisch mit dem Landkreis. Erenler ist der östliche Teil des ehemaligen zentralen Landkreises (Merkez Ilçe) der Hauptstadt Adapazarı.
Erenler grenzt im Norden an Adapazarı, im Osten an Akyazı und Karapürçek, im Südwesten an Geyve und im Westen an Arifiye. Durch den Kreis verlaufen von Westen nach Osten sowohl die Europastraße 80, die von Portugal kommend in der Türkei von Istanbul über Erzurum bis an die iranische Grenze führt, als auch, etwas weiter nördlich, die Fernstraße D-100, die etwa den gleichen Verlauf nimmt. Im Westen des Kreises, zum Teil an der Grenze, fließt der Sakarya, der weiter nördlich ins Schwarze Meer mündet. 
Durch das Gesetz Nr. 5747 wurde 2008 der ehemalige zentrale Landkreis (Merkez Ilçe) der Provinzhauptstadt Adapazari aufgelöst und in vier Kreise aufgespalten: Adapazari, Arifiye, Serdivan und eben Erenler. Erenler bestand derzeit aus der neugegründeten Belediye gleichen Namens sowie den sechs Dörfern (Köy) Değirmendere, Ekinli, Kayalarmemduhiye, Kayalarreşitbey, Küçükesence und Yazılı.
Die sechs Dörfer wurden im Zuge der Verwaltungsreform 2013 in Mahalle (Stadtviertel/Ortsteile) umgewandelt, die 25 Mahalle der Kreisstadt blieben erhalten. Den Mahalle steht ein Muhtar als oberster Beamter vor. 
Ende 2020 lebten durchschnittlich 2.753 Menschen in jedem dieser 33 Mahalle, 13.782 Einw. im bevölkerungsreichsten (Erenler Mah.)